# ورزشگاه باتو
ورزشگاه باتو (به لاتین: Bahtoo Stadium) یک ورزشگاه در میانمار است که در ماندالی واقع شده‌است.